# Leah Luv
Leah Luv (Long Beach, California; 28 de julio de 1984) es el nombre artístico de la actriz pornográfica estadounidense Mariah Perkins. Luv se inició en películas para adultos a los 19 años, en julio de 2003, realizando su primera escena de sexo para el director Ed Powers de World Modeling.
A pesar de ser retratada con la imagen de una escolar joven durante su carrera, Leah tiene un hijo, y el 20 de febrero de 2007 anunció su tentativa de retirarse de la industria, mencionando que podría trabajar únicamente para Anarchy Films. Luv se ha declarado abiertamente como bisexual.

## Premios
- 2006 CAVR Awards (nominada) - Estrella del año[5]
- 2006 PremiosFAME - Estrella Joven Oral Favorita (finalista)[6][7]
- 2007 PremiosFAME - Estrella Joven Oral Favorita (finalista)[8][9]
- 2007 PremiosFAME - Nominada – Chica Porno más Obscena[9]
- 2007 Premios AVN nominada – Mejor Escena de Sexo Oral, Video - Hard Candy[10]

## Filmografía Parcial
- Teen Spirit 7 (2007)
- Nowhere Angels (2006)
- Tunnel Vision (2005)
- Pigtail Cuties (2004)
- Teen Power! 5 (2003)
- Exploited Teens 12-08-04